# 55 Cancri
55 Cancri ([ˈkæŋkri]IPA, zkráceně 55 Cnc) je dvojhvězda v souhvězdí Raka vzdálená od Země 41 světelných let. Skládá se ze žlutého trpaslíka (55 Cancri A, Copernicus) a z menšího červeného trpaslíka (55 Cancri B).
Kolem 55 Cancri A obíhá pět exoplanet (55 Cancri b, c, d, e a f); v roce 2015 byly pojmenovány Galileo, Brahe, Lipperhey, Janssen a Harriot.

## Pojmenování
55 Cancri je pojmenování hvězdy v Flamsteedově katalogu hvězd. V Bayerově katalogu má hvězda název ρ¹ Cancri (ró¹ Cancri) a v katalogu jasných hvězd je evidována jako HR 3522. Dvě složky dvojhvězdy mají označení A a B, ačkoli sama složka A je někdy označována jako 55 Cancri. První planeta objevená na oběžné dráze okolo 55 Cancri A byla objeviteli označena HR 3522b, ačkoli je většinou označována jako 55 Cancri b. Podle pravidel pro pojmenovávání objektů v binárních hvězdných systémech by ale měla nést označení 55 Cancri Ab, které se občas používá, aby nedošlo k záměně se slabší hvězdou dvojhvězdy 55 Cancri B. Ostatní objevené planety byly označeny 55 Cancri c, d, e a f podle pořadí v čase, v jakém byly objeveny.
V červenci 2014 zahájila Mezinárodní astronomická unie kampaň NameExoWorlds pro udělení jmen významným exoplanetám a jejich hostitelským hvězdám. Postup zahrnoval veřejné návrhy na pojmenování a hlasování o nových jménech. V prosinci 2015 IAU oznámila, že vítězná jména pro 55 Cancri jsou Copernicus a pro planety (b, c, d, e a f) Galileo, Brahe, Lipperhey, Janssen a Harriot.
Vítězné názvy vzešly z návrhu, který předložila Královská nizozemská asociace pro meteorologii a astronomii Nizozemska. První čtyři jména vzdávají hold astronomům Mikuláši Koperníkovi, Galilei Galileimu, Tychovi Brahemu a Thomasi Harriotovi, zbylá dvě pak výrobcům brýlí a vynálezcům dalekohledů Hansi Lipperheymu a Zachariasovi Janssenovi.
V roce 2016 IAU založila Pracovní skupinu pro názvy hvězd (WGSN), která má katalogizovat a standardizovat vlastní jména hvězd. Ve svém prvním bulletinu z července 2016 WGSN výslovně uznala jména exoplanet a jejich hostitelských hvězd schválených pracovní skupinou Executive Committee Working Group Public Naming of Planets and Planetary Satellites včetně jmen hvězd přijatých během kampaně NameExoWorlds v roce 2015. 55 Cancri A je tak nyní i v katalogu hvězd IAU zapsána jako Copernicus.

## Hvězdný systém

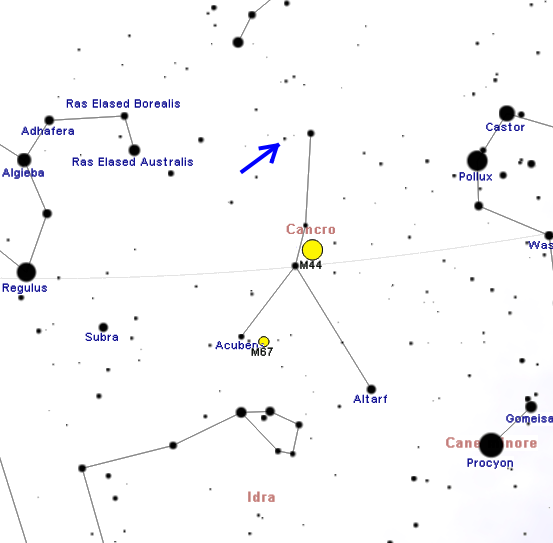
Poloha 55 Cancri v souhvězdí Raka

55 Cancri se nachází poměrně blízko Sluneční soustavy, paralaxa hvězdy 55 Cancri A změřená astrometrickou sondou Gaia je 79,43 tisícin úhlové vteřiny, což odpovídá vzdálenosti 12,59 parseků (41,06 světelných let). 55 Cancri A má zdánlivou hvězdnou velikost 5,95 a je viditelná pouhým okem za velmi tmavé oblohy. Červený trpaslík 55 Cancri B má třináctou hvězdnou velikost a je viditelný pouze dalekohledem. Obě složky jsou od sebe vzdáleny 1065 AU (tisícinásobek vzdálenosti od Země k Slunci). Navzdory velké vzdálenosti hvězd od sebe se zdá, že jsou gravitačně vázány, protože sdílejí společný vlastní pohyb.
Primární hvězda 55 Cancri A je žlutou trpasličí hvězdou hlavní posloupnosti spektrálního typu G8V. Má menší poloměr a o trochu menší hmotnost než Slunce, a tak je chladnější a méně svítivá. Hvězda vyzařuje ze své chromosféry jen slabě, a zatímco v rentgenovém záření je proměnná, ve viditelném spektru ne. Má vyšší obsah prvků těžších než helium než Slunce, mj. o 86 % větší zastoupení železa než Slunce; je proto klasifikována jako vzácná hvězda obzvláště bohatá na těžké kovy (SMR, z angličtiny: super metal rich). To je také důvodem obtížného odhadu jejího věku a hmotnosti, protože evoluční modely pro hvězdy bohaté na kovy jsou méně propracované. Dostupné odhady věku pro 55 Cancri A jsou 7,4-8,7 miliardy let a 10,2±2,5 miliardy let.
Hypotéza pro vysoký obsah kovů v takovýchto na kovy bohatých hvězdách předpokládá, že hmota obohacená těžkými prvky se dostala do atmosféry hvězdy z protoplanetárního disku. To znečistilo vnější vrstvy hvězdy, což má za následek vyšší metalicitu než je obvyklé. Hvězda nemá hlubokou konvektivní zónu, díky čemuž si vnější vrstvy mohly vyšší poměr těžkých prvků udržet.
Pozorování 55 Cancri A v oblasti submilimetrových vln doposud nezjistila žádný prach. Horní limit emisí do 100 AU této hvězdy je přibližně 850 mJy o vlnové délce 850 μm. Z toho vyplývá, že celková hmotnost jemného prachu kolem hvězdy je méně než 0,01 procenta hmotnosti Země. To však nevylučuje přítomnost pásu asteroidů nebo ekvivalentu Kuiperova pásu.
Menší hvězda, 55 Cancri B, je červený trpaslík mnohem menší hmotnosti a svítivosti než Slunce. Existují náznaky, že 55 Cancri B může být dvojhvězdou.

## Planetární systém

Porovnání oběžných drah vnitřních planet 55 Cancri s vnitřními planetami Sluneční soustavy

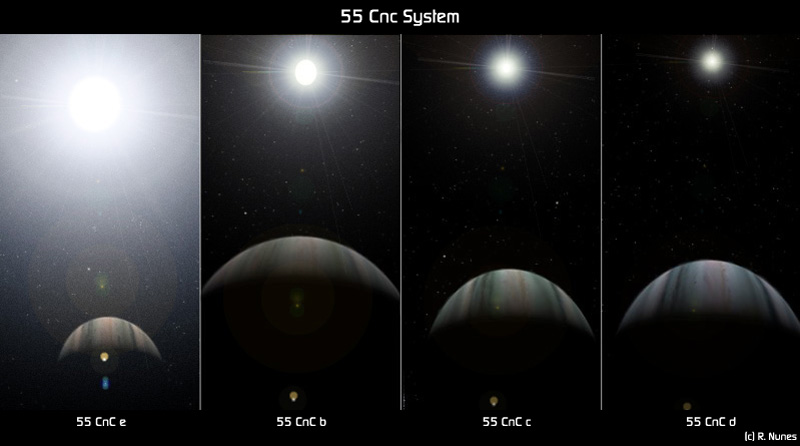
Planety systému 55 Cancri v představě umělce

55 Cancri byla prvním planetárním systémem, ve kterém byly objeveny nejprve čtyři a poté pět planet, a je pravděpodobné, že obsahuje i další planety. Nejvnitřnější planeta Cancri při pohledu ze Země tranzituje před mateřskou hvězdou. Cancri b netranzituje, ale existují předběžné důkazy o tom, že je obklopena rozsáhlou vodíkovou atmosférou, která při tranzitu před hvězdou zeslabuje její svit.
V roce 1997 byla oznámen objev několika exoplanet, mezi nimi i jedna kolem 55 Cancri A. Planeta, označená 55 Cancri b, byla objevena měřením radiální rychlosti hvězdy, která vykazovala periodicitu 14,7 dne a odpovídala planetě nejméně o 78 % hmotnosti Jupitera; šlo o tzv. horký Jupiter. Měření radiální rychlosti ještě ukázala na možný gravitační vliv další vzdálenější planety.
V roce 1998 byl oznámen objev možného prachového disku kolem 55 Cancri A. Výpočty ukázaly na poloměr disku alespoň 40 AU, stejný jako u Kuiperova pásu v Sluneční soustavě, se sklonem 25 stupňů k rovině oběžných drah planet. Tento objev však nebyl ověřen a je tak považován za neprokázaný; pravděpodobně jej způsobily galaxie v pozadí.

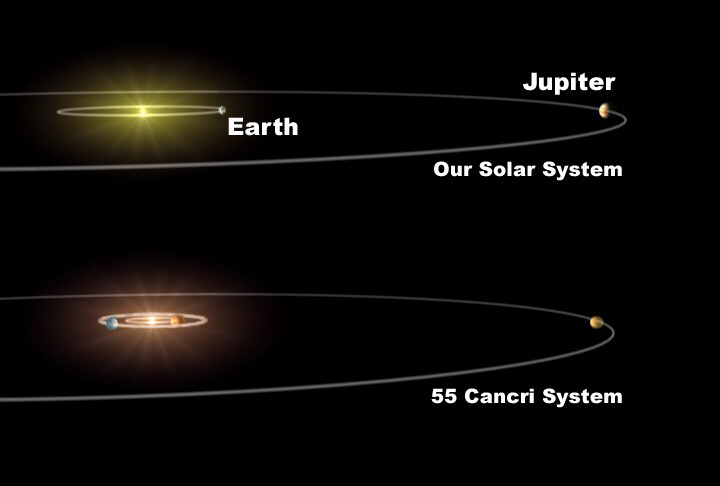
Porovnání vnějších planet Sluneční soustavy a systému 55 Cancri

Po dalších měřeních radiální rychlosti hvězdy byl v roce 2002 oznámen objev planety obíhající ve vzdálenosti přibližně 5 AU. Planeta dostala označení 55 Cancri d. V době objevu se předpokládala oběžná dráha s malou excentricitou (blízká 0,1), ale její hodnota byla zvýšena dalšími měřeními. I po započtení obou planet však stále zůstala v radiální rychlosti hvězdy periodicita 43 dní, takže se předpokládal výskyt třetí planety. Protože se ale tato hodnota blíží délce doby rotace 55 Cancri A, vzniklo podezření, že 43denní periodicita je ve skutečnosti způsobena hvězdnou aktivitou. Nakonec však byla další planeta potvrzena: získala označení 55 Cancri c.
Objev planety 55 Cancri e byl oznámen v roce 2004. S 8,3 násobkem hmotnosti Země je velkou superzemí, o níž se původně předpokládalo, že má oběžnou dobu 2,8 dne, ačkoli později bylo prokázáno, že se jednalo o nesprávné vyhodnocení její skutečné oběžné doby 0,74 dne, když se pozoroval její tranzit v roce 2011. Planeta byla prvním případem čtyř extrasolárních planet v jediném hvězdném systému a byla planetou s nejkratší oběžnou dobou až do objevu planety PSR J1719-1438 b, která má oběžnou dobu jen asi 2 hodiny. Měření, která vedla k objevení planety 55 Cancri e, také potvrdila existenci 55 Cancri c.
V roce 2005 Jack Wisdom, profesor planetárních věd na MIT, zkombinoval tři datové soubory a vyvodil dva závěry: že 2,8denní planeta byla chybou měření a že hvězdu obíhá další planeta velikosti Neptunu s dobou oběhu 261 dní. Fischer a kol. (2008) provedli nová pozorování, která potvrdila existenci planety s dobou oběhu 2,8 dne, kterou poprvé popsal McArthure a spol. (2004) a planetu s dobou oběhu 260 dní velikosti Neptunu, jak v roce 2005 zveřejnil Wisdom. Nicméně Dawson a Fabrycky roce 2010 dospěli k závěru, že planeta s dobou oběhu 2,8 dne neexistuje, jak zveřejnil Wisdom v roce 2005 a že správná doba jejího oběhu je 0,7365 dne.
V roce 2007 Fisher a kol. potvrdil existenci planety s dobou oběhu 260 dne, která byla objevena v roce 2005 Wisdomem. Tato planeta, 55 Cancri f, byla první pátou objevenou exoplanetou u jiné hvězdy než Slunce. Má stejnou hmotnost jako 55 Cancri c, doba jejího oběhu okolo hvězdy je 260 dní a nachází se na vnitřní hranici obyvatelné zóny 55 Cancri A. Na planetě nebudou podmínky pro život pozemského typu, ale to nemusí platit pro její hypotetické měsíce, kde může existovat alespoň mikrobiální život.
Excentricita oběžné dráhy planety e byla vypočítána velmi nejistě; z dostupných hodnot excentricity mezi 0 a 0,4 se dá nanejvýš předpokládat, že excentricita bude zhruba 0,2. Započtení vzájemného působení mezi planetami vede k téměř nulové excentricitě.

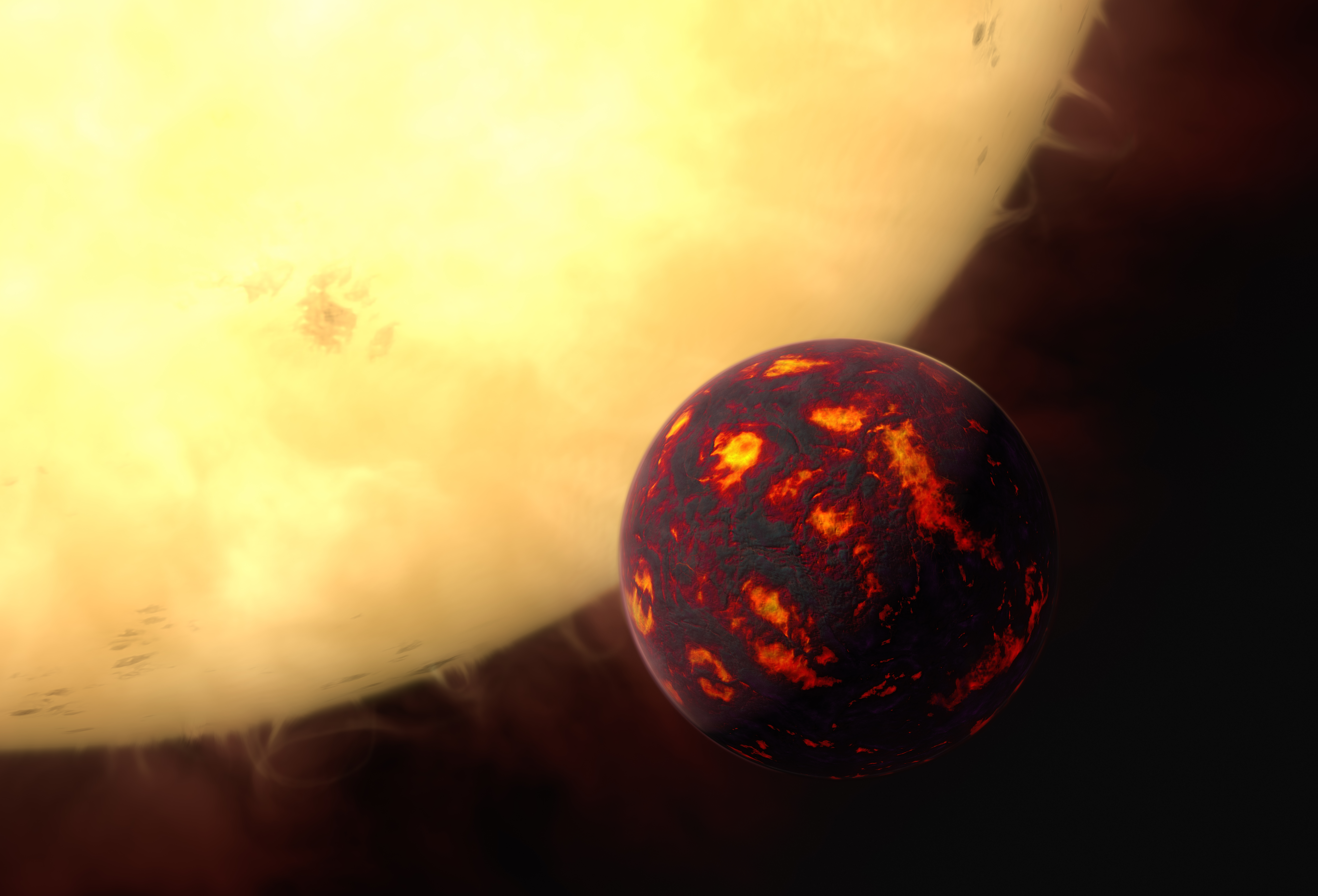
Umělecká představa planety 55 Cancri e

Astronomická pozorování z roku 2014 provedená pomocí Hubbleova vesmírného dalekohledu změřila sklon oběžné dráhy vnější planety d na 53 stupňů, ačkoli výsledek měření závisí na přesných hodnotách oběžných drah planet, které byly od té doby podstatně upřesněny. Pozorované tranzity planety e naznačují, že oběžná dráha má sklon v úhlu 9 stupňů a případný tranzit rozsáhlé vodíkové atmosféry 55 Cancri b, pokud bude potvrzen, naznačuje, že se planeta nachází na oběžné dráze, která skoro tranzituje. Do roku 2018 nebyl změřen sklon oběžné dráhy planet c ani f. Předpokládalo se, že v systému pěti planet nemohou být oběžné dráhy příliš vzdálené od jedné roviny, jinak by planetární systém nebyl stabilní.
Pokus o změření sklonu oběžné dráhy nejvnitřnější planety dal výsledek, že planeta má téměř polární oběžnou dráhu, ale tato interpretace dat byla od té doby zpochybněna následnou studií s poznámkami o nesrovnalostech mezi odvozenou a měřenou rotací hvězdy.
Přibližné poměry sousedních oběžných drah jsou (ve směru od hvězdy): 1:20, 1:3, 1:6, 1:20. Poměr téměř 1:3 mezi 55 Cancri b a c je s velkou pravděpodobností pouze blízko rezonance a nejde tedy o skutečnou dráhovou rezonanci.
Ve stabilní zóně mezi planetami f a d se mohou nacházet ještě další planety obíhající ve vzdálenosti 0,9 až 3,8 AU s excentricitou menší 0,4. S ohledem na hypotetickou planetu g o hmotnosti až 50 Zemí se nachází stabilní střední rezonanční oblasti pohybu na 3f:2g, 2g:1d a 3g:2d. Co se týká prostoru mimo známé oběžné dráhy planet, stabilní zóna začíná za 10 AU, ačkoli díky rezonanci 2:1 existuje i stabilní zóna mezi 8,6 a 9 AU.

### Planetární systém 55 Cancri A[21][34][30]
| Planeta (podle vzdálenosti od centrální hvězdy) | Hmotnost            | Velká poloosa (v AU) | Oběžná doba (ve dnech) | Excentricita  | Sklon dráhy       | Poloměr          |
| ----------------------------------------------- | ------------------- | -------------------- | ---------------------- | ------------- | ----------------- | ---------------- |
| e (Jannsen)                                     | 7,99 +0,32 −0,33 M⊕ | 0,01544±0,00011      | 0,7365474±0,000013     | 0,05±0,03     | 83,59 +0,47 −0,44 | 1,875 ± 0,029 M⊕ |
| b (Galileo)                                     | 0,825±0,003MJ       | 0,1148±0,0008        | 14,6507±0,0004         | 0,010±0,003   | ~85               |                  |
| c (Brahe)                                       | ≥0,171 ± 0,004 MJ   | 0,2403±0,0017        | 44,364±0,007           | 0,005±0,003   |                   |                  |
| f (Harriot)                                     | ≥0,155 ± 0,008 MJ   | 0,781±0,006          | 259,8±0,5              | 0,30±0,05     |                   |                  |
| d (Lipperhey)                                   | ≥3,82 ± 0,04 MJ     | 5,74±0,04            | 5169 ± 53              | 0,014 ± 0,009 |                   |                  |

## Komunikace
K 55 Cancri byla 6. července 2003 vyslána zpráva se jménem Cosmic Call 2. Byl k tomu použit Eupatoria Planetar Radar, s průměrem 70 metrů, tehdy největší radar Eurasie. Tento vzkaz doletí k 55 Cancri v květnu 2044.